# Munkedal
Munkedal är en tätort i Bohuslän och centralort i Munkedals kommun i Västra Götalands län.
Munkedal ligger i Foss socken 25 kilometer norr om Uddevalla och 85 kilometer söder om gränsen till Norge samt är beläget vid E6 som är motorvägen mellan Oslo och Göteborg samt Bohusbanan. I de norra delarna av Munkedal rinner Munkedalsälven som sedan strålar samman med Örekilsälven och skär igenom hela tätorten för att sedan mynna ut i Saltkällefjorden. I närheten av denna mynning ligger Munkedalsbron som invigdes i samband med den nya E6-sträckan genom Munkedal blev klar, den 14 juni 2008. I Munkedalsälven kan man paddla kanot medan det i Örekilsälven främst förekommer fiske av framför allt lax.

## Historik
Munkedal är en bruksort grundat på pappersbruket vilket har hjälpt till att finansiera och bygga bostäder åt de anställda, att bygga Folkets Park, idrottsplats, Folkets Hus, kapell med mera.
Under 1500-talet, då Bohuslän tillhörde Norge, var behovet av virke stort och vattensågarna var vanliga. Sågarna gav goda inkomster och var därmed skattlagda. Munkedalsälven och Örekilsälven i området kring Munkedal kom genom vattenkraften att tidigt industrialiseras. Munkedalsälvens vattenfall var tidigt utnyttjade och under 1500-talet fanns såg och kvarn vid fallen i Munkedal. Dessa fall tillhörde under medeltiden Dragsmarks kloster, beläget några mil sydväst om Munkedal, och anknytningen till detta har gett platsen dess namn. Själva namnet Munkedal är dock lånat från en utgård som tillhörde detta kloster. År 1665 stavades ortnamnet Munchedal. 
Den sågverksamhet som bedrevs utmed Örekilsälven och Munkedalsälven kom tidigt att få stor betydelse och älvarna kom att tjäna som flottningsleder. Under 1700-talet hade sågverksamheten en stor omfattning med hela 32 grovbladiga sågar.

### Industrin utvecklas
I takt med att kommunikationerna till lands förbättrades och att elektrifierade sågar och kvarnar blev allt vanligare startade nedgången för industrierna utmed Örekilsälven. Under mitten av 1940-talet hade såg- och kvarnverksamheten upphört helt utmed älven. För Munkedals del inleddes den egentliga industriepoken under 1800-talets början och det nuvarande pappersbruket anlades år 1871 vid Munkedalsälven. Åren 1894-95 byggdes en smalspårig järnväg mellan bruket och Munkedals hamn, belägen vid Saltkällefjorden. Det byggdes också en mellanstation vid namn Munkedals nedre, som ligger ett kort stycke nedanför den nuvarande järnvägsstationen.
Under decennierna kring sekelskiftet 1900 kom industrin att utvecklas snabbt med ett utvidgat sortiment av pappersprodukter, övergång till tillverkning av sulfitmassa, större produktion och fler anställda.

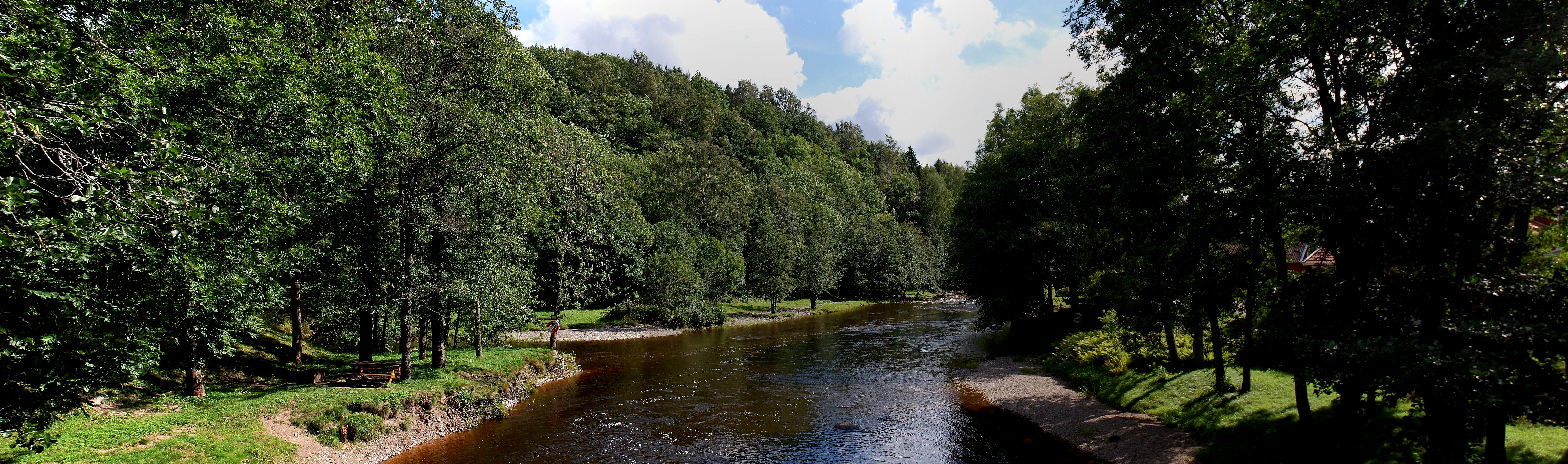
Örekilsälven vid sammanflödet med Munkedalsälven

### Bohusbanan byggs

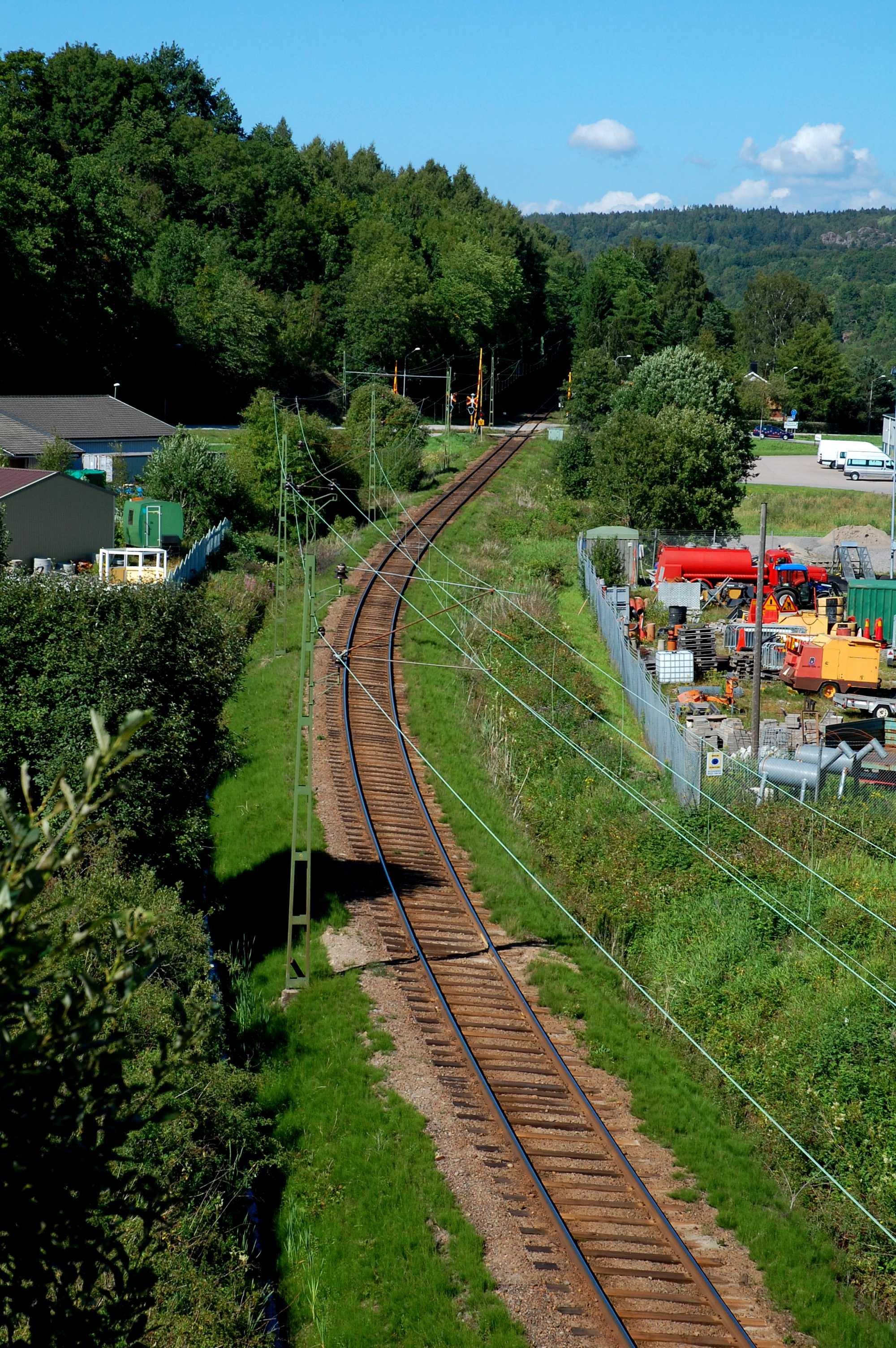
Bohusbanan genom Munkedal. Längst bort syns järnvägsövergången vid Tången

I början av 1900-talet, då Bohusbanan höll på att byggas, anlades en station endast ett tiotal meter från mellanstationen vid den smalspåriga järnvägen och den smalspåriga järnvägen anslöts till Bohusbanan. Men vid slutet 1940-talet blev det olönsamt att lasta om mellan smalspår och normalspår vid Munkedals Nedre station och det beslutades att smalspåret skulle byggas om till normalspår. Detta skedde 1952 och ombyggnaden stod klar tre år senare och därmed kom också slutet för ångtågsepoken.

### Vägras
20 december 2006 skedde vägraset vid Småröd, då E6:an rasade längs ett 400 meter långt avsnitt vid Småröd utanför orten.

### Befolkningsutveckling
| Befolkningsutvecklingen i Munkedal 1960–2020 | Befolkningsutvecklingen i Munkedal 1960–2020 | Befolkningsutvecklingen i Munkedal 1960–2020 | Befolkningsutvecklingen i Munkedal 1960–2020 | Befolkningsutvecklingen i Munkedal 1960–2020 |
| -------------------------------------------- | -------------------------------------------- | -------------------------------------------- | -------------------------------------------- | -------------------------------------------- |
|                                              |                                              |                                              |                                              |                                              |
| År                                           |                                              |                                              | Folkmängd                                    | Areal (ha)                                   |
| 1960                                         | 1960                                         |                                              | 2 839                                        |                                              |
| 1965                                         | 1965                                         |                                              | 2 987                                        |                                              |
| 1970                                         | 1970                                         |                                              | 3 164                                        |                                              |
| 1975                                         | 1975                                         |                                              | 3 581                                        |                                              |
| 1980                                         | 1980                                         |                                              | 3 728                                        |                                              |
| 1990                                         | 1990                                         |                                              | 3 951                                        | 528                                          |
| 1995                                         | 1995                                         |                                              | 3 917                                        | 540                                          |
| 2000                                         | 2000                                         |                                              | 3 776                                        | 541                                          |
| 2005                                         | 2005                                         |                                              | 3 704                                        | 541                                          |
| 2010                                         | 2010                                         |                                              | 3 718                                        | 541                                          |
| 2015                                         | 2015                                         |                                              | 3 910                                        | 536                                          |
| 2020                                         | 2020                                         |                                              | 4 201                                        | 556                                          |
|                                              |                                              |                                              |                                              |                                              |

## Samhället
I Munkedal finns tre pizzerior varav en ligger på Staleområdet, i centrum finns två livsmedelsbutiker, kafé, vårdcentral, tandläkare, systembolag, två kiosker, spa, frisörer, parkanläggning, bibliotek med mera, varav det mesta är beläget vid centrumtorget och stationsområdet. Det finns även ett handelsområde i utkanten av tätorten kallat Munkeland. Dessutom finns livsmedelsaffär, fotograf, frisör, Folkets Hus och antikaffär på bostadsområdet Stale. Munkedal har tre grundskolor, Komvux och ett processtekniskt gymnasium i nära anslutning till Munkedals pappersbruk.
Munkedalsskolan är Munkedals näst största skola efter Kungsmarksskolan som ligger alldeles bredvid. Äldsta byggnaden är från omkring år 1900. Den nyaste byggnaden tillkom 1954 då skolan kallades Munkedals Centralskola.
I södra delen av Munkedal intill Örekilsälven finns en rekreationspark.

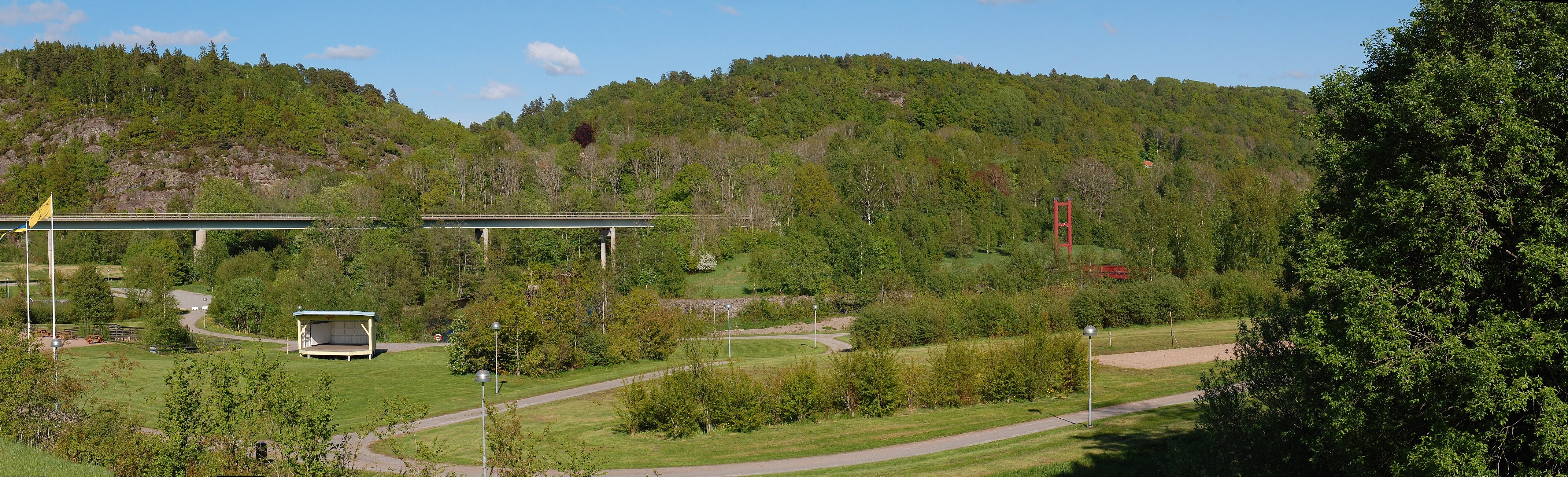
Parkanläggningen i Munkedal. I bakgrunden syns bron där E6:an tidigare passerade (nuvarande Uddevallavägen)

## Näringsliv
Munkedals pappersbruk ingår i papperskoncernen Arctic Paper och är en ledande producent av miljöanpassat finpapper och är dessutom ett av världens mest miljövänliga bruk. Pappersbruket har idag ungefär 380 anställda och är en av kommunens största arbetsgivare. 85 % av produktionen exporteras till bland annat England, Tyskland och Beneluxländerna.

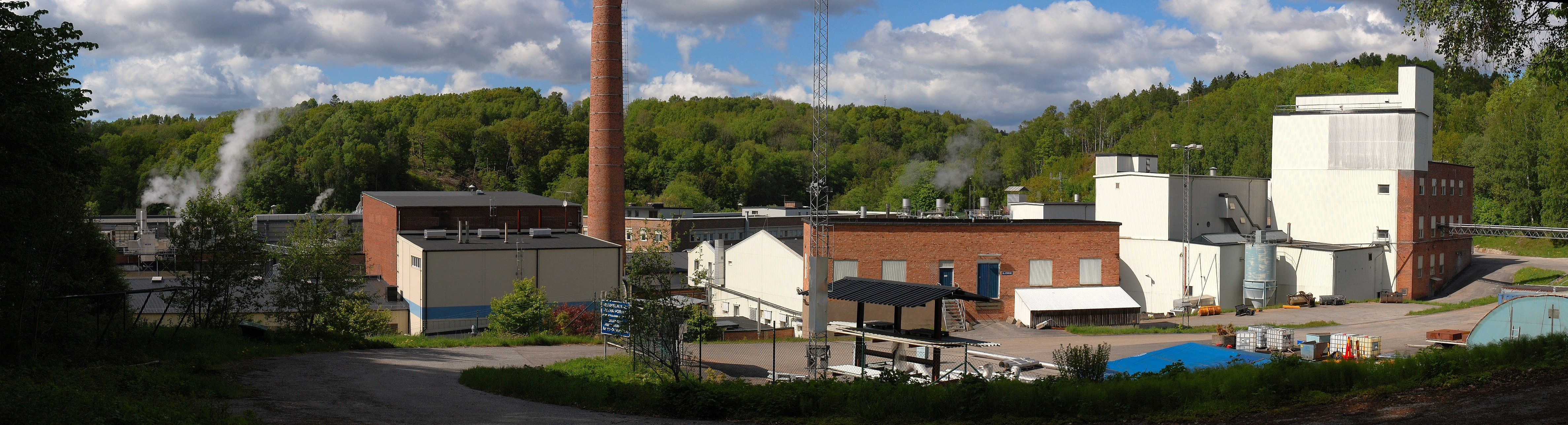
Munkedals bruk

## Evenemang
Två gånger om året äger Saltkällemarknaden rum, cirka 4 kilometer söder om Munkedal.
Sedan 2008 arrangeras Punk Illegal festivalen varje sommar i Munkedals Folkets park. Festivalen brukar arrangeras i mitten av juni och har ungefär 700 besökare. Punk Illegal är en punkfestival som arrangeras till stöd för nätverket Ingen Människa Är Illegal.

## Sevärdheter
- Munkedals jernväg
- Kvistrumsbron över Örekilsälven är klassad som bevarandevärd bro. Den byggdes 1818.

### Kvistrum

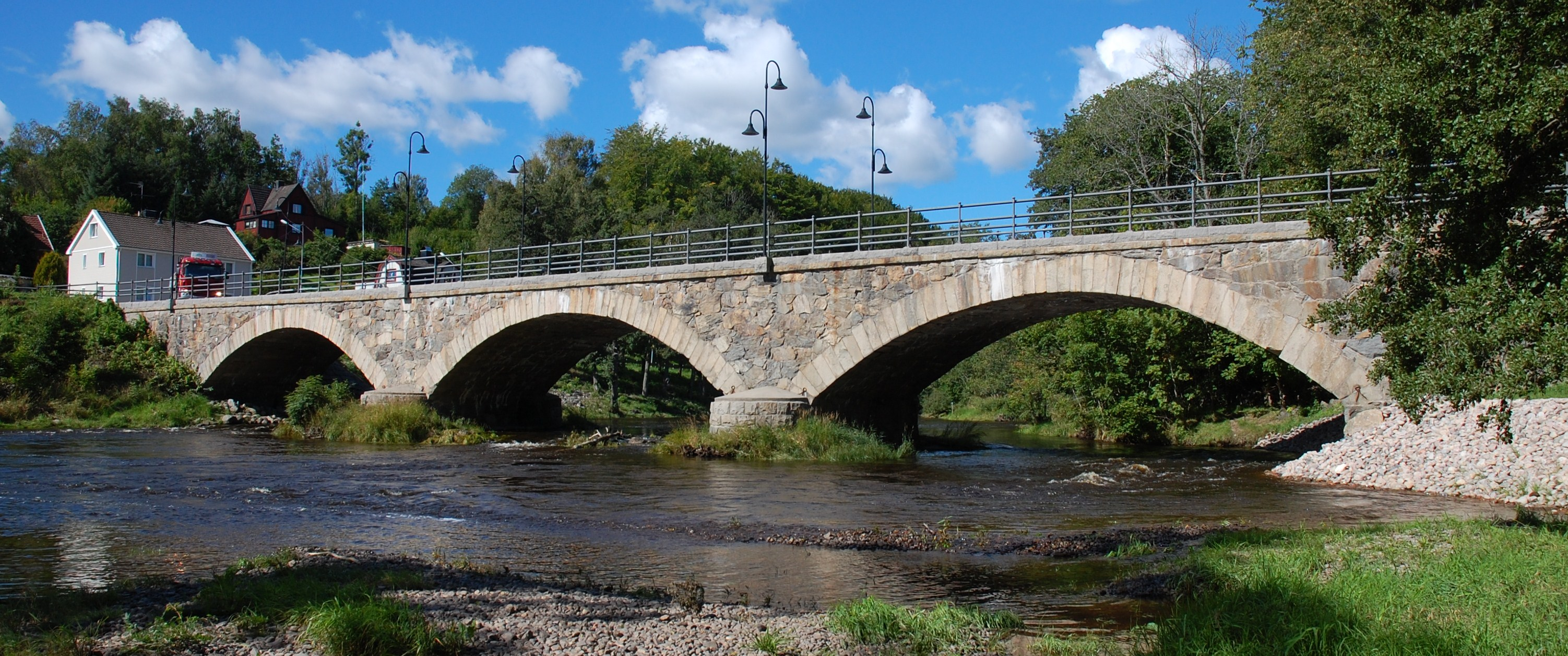
Kvistrumsbron över Örekilsälven

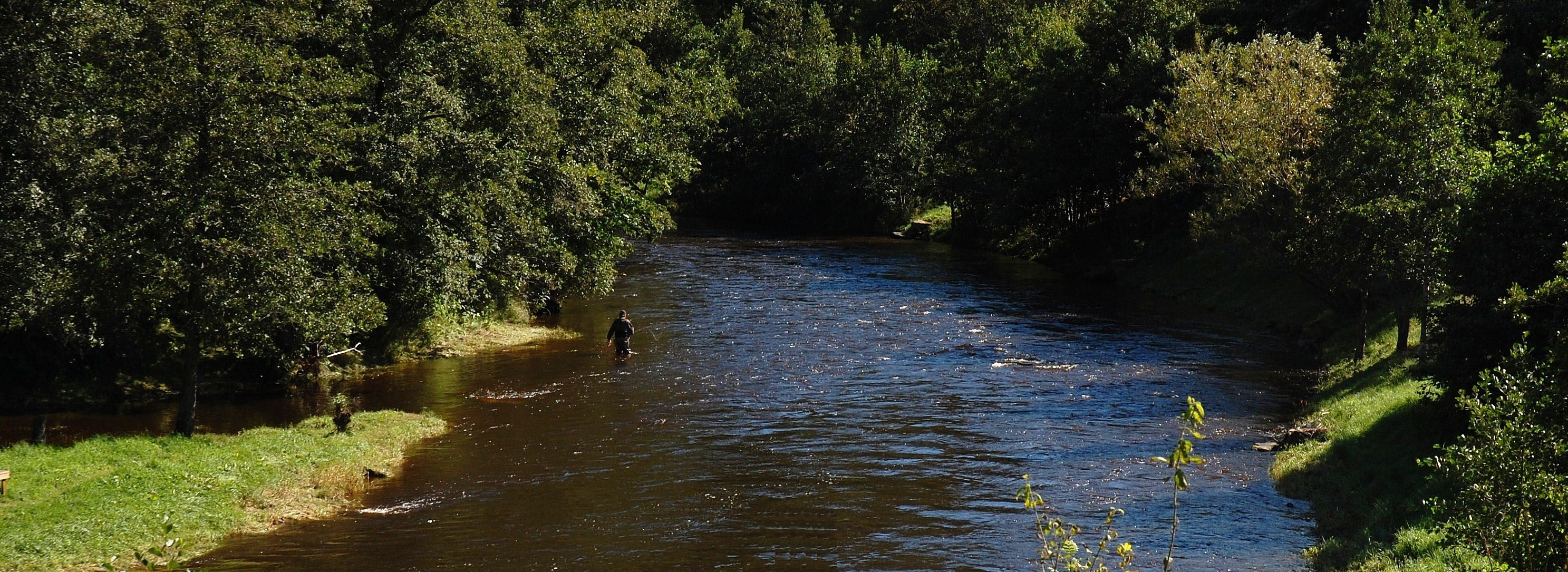
Fiske i Örekilsälven

### Munkedalsskolan

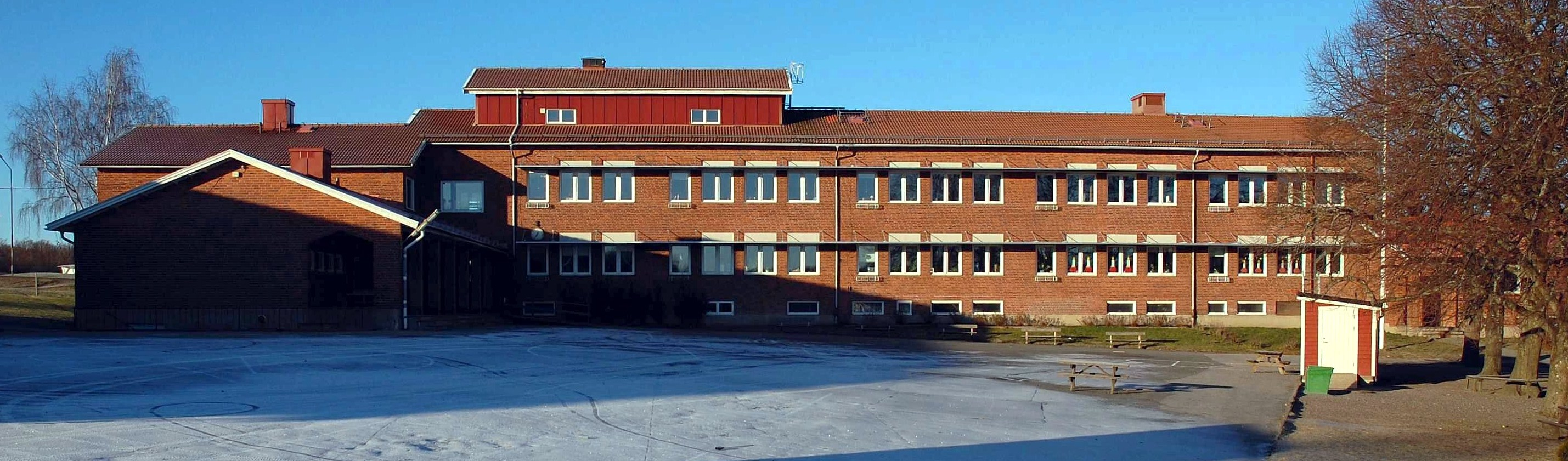
Munkedalsskolans nyaste byggnad, uppförd 1954

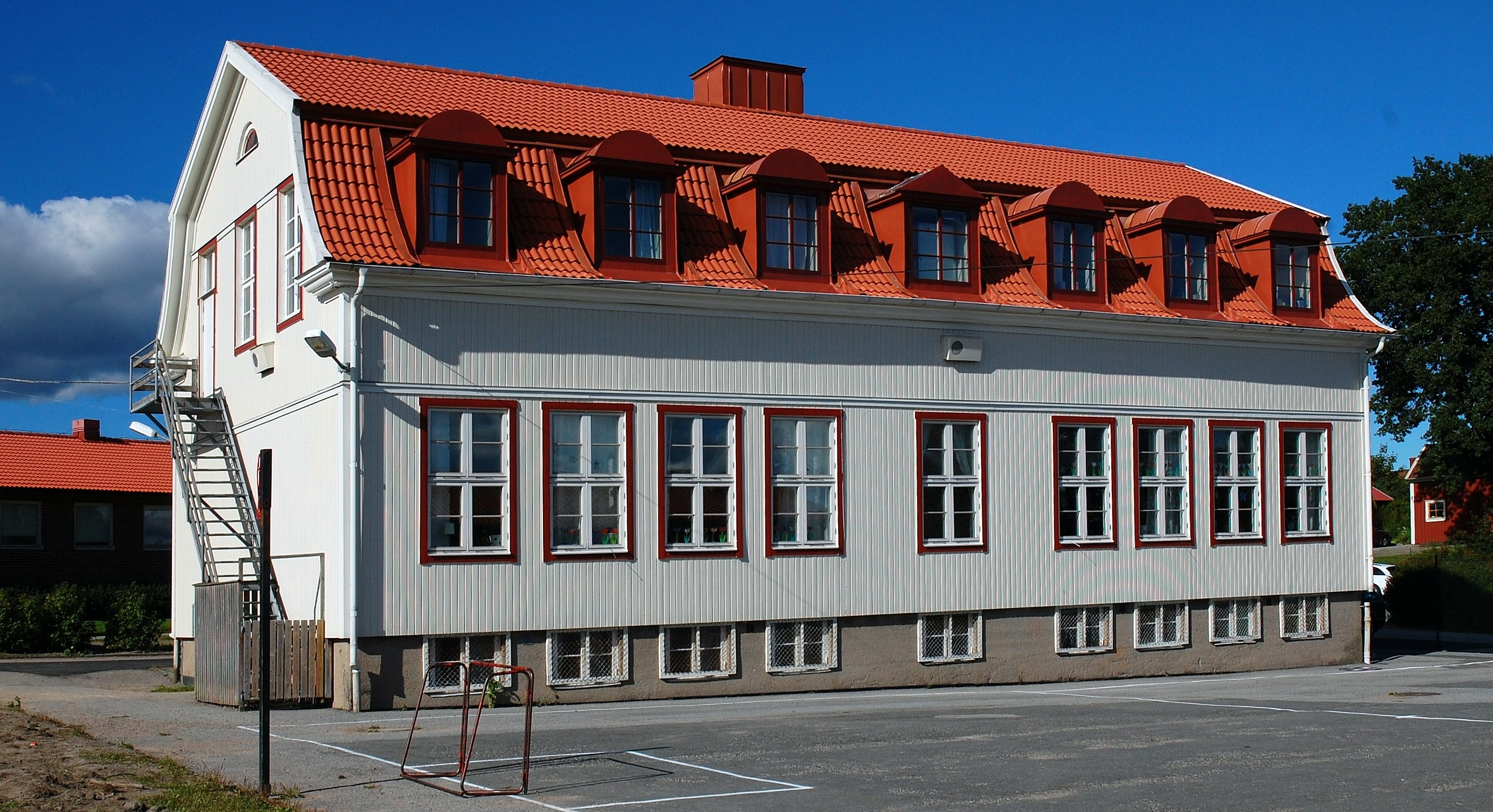
Munkedalsskolans äldsta byggnad

### Centrum

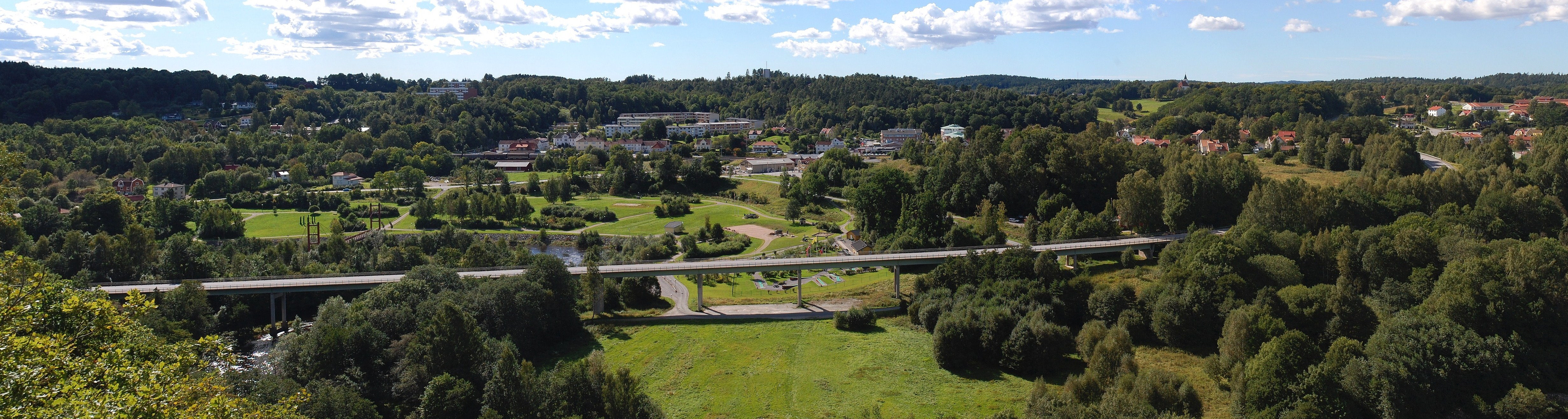
Munkedals centrum

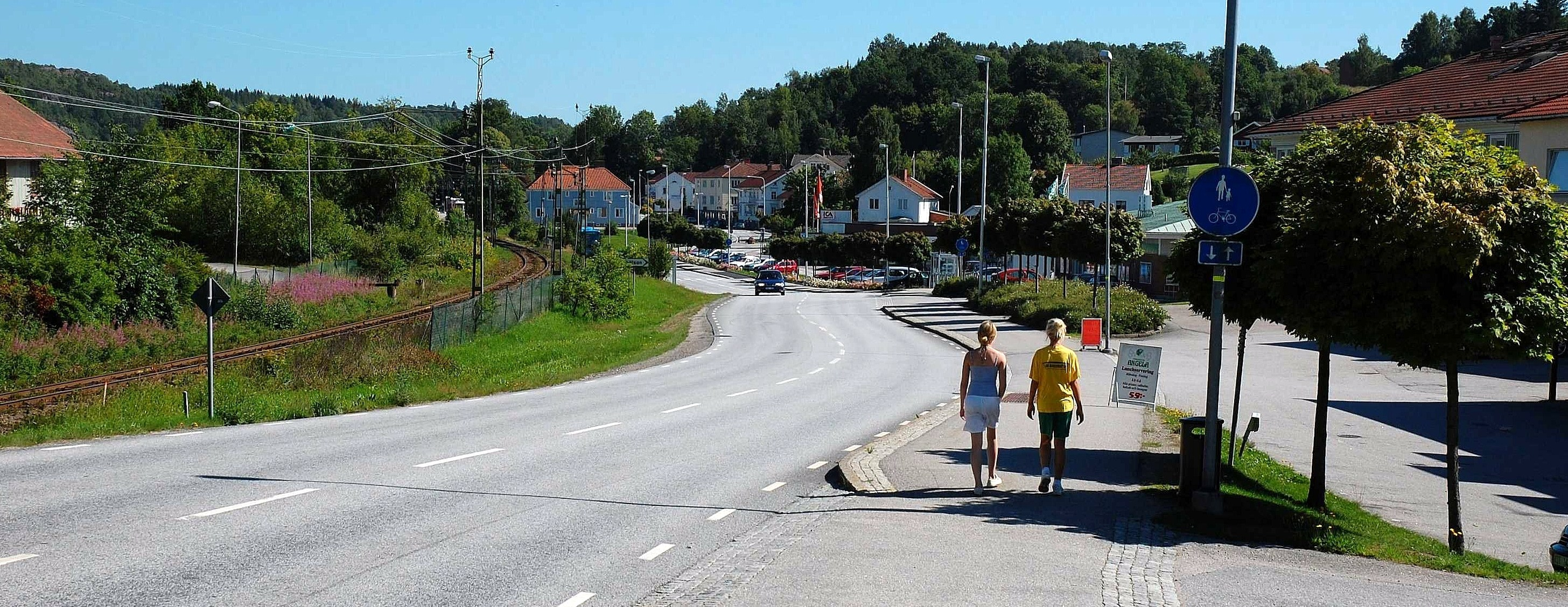
Munkedals centrum. Bohusbanan syns till vänster

## Bilder
| Foss kyrka (2010) |  | Munkedals kapell (2010) |
| Foss kyrka (2010) |  | Munkedals kapell (2010) |